# 1986-os Eurovíziós Dalfesztivál
Az 1986-os Eurovíziós Dalfesztivál volt a harmincegyedik Eurovíziós Dalfesztivál, melynek a norvégiai Bergen adott otthont. A helyszín a bergeni Grieghallen volt.

## A résztvevők
Izland először vett részt a dalversenyen.
Egy év kihagyás után tért vissza Hollandia és Jugoszlávia. Visszalépett viszont Görögország és Olaszország, így összesen húsz dal versenyzett. A görögök azután léptek vissza, hogy már kiválasztották az indulójukat: Polina Wagon-lit című dala képviselte volna az országot, és a fellépési sorrendben a 18. lett volna.
1979 után másodszor vett részt a Ciprust képviselő Elpida Karali, ám akkor Görögország színeiben versenyzett.

## A verseny
Először fordult elő, hogy királyi vendégek is megtekintették a műsort. V. Harald norvég király (ekkor még koronaherceg), felesége Szonja királyné, és gyermekeik, Márta Lujza hercegnő és Haakon koronaherceg is jelen volt.
Az est műsorvezetője, Åse Kleveland korábban maga is képviselte Norvégiát a versenyen. Az 1966-os Eurovíziós Dalfesztiválon a harmadik helyen végzett.
Ekkor adták elő a dalfesztivál történetének ötszázadik dalát, ez a luxemburgot képviselő kanadai Sherisse Laurence által előadott L'amour de ma vie volt.
A fellépési sorrenddel kapcsolatos érdekesség, hogy 1979, 1981, 1982, 1983, 1984 és 1985 után hetedszer történt meg, hogy Norvégia és az Egyesült Királyság egymást követte a fellépés során, ráadásul mindig ugyanabban a sorrendben. (1980-ban pedig csak Németország került a kettő közé.)
A verseny Magyarországon élőben volt látható az MTV 1-en. A közvetítés kommentátora Vágó István volt.

## A szavazás
A szavazási rendszer megegyezett az 1980-as versenyen bevezetettel. Minden ország a kedvenc 10 dalára szavazott, melyek 1-8, 10 és 12 pontot kaptak. A szóvivők növekvő sorrendben hirdették ki a pontokat.
A szavazás nagyon egyoldalú volt. Belgium rögtön az élre állt, és mindegyik zsűritől pontot kapva, végig fölényesen vezetve diadalmaskodott. Ez volt Belgium első – és eddig egyetlen – győzelme. Az első, 1956-os Eurovíziós Dalfesztiválon részt vevő hét alapító ország közül utolsóként sikerült győzniük.
Az énekesnő, Sandra Kim mindössze tizenhárom éves volt ekkor, bár ő a szervezőknek azt állította, hogy tizenöt éves, ahogyan azt a dalban is énekli. Ezzel ő a dalverseny történetének legfiatalabb győztese. Ez a rekord valószínűleg soha nem fog megdőlni, mert 1990 óta érvényben van az a szabály, hogy csak tizenhat éven felüliek lehetnek jelen a színpadon.

## Térkép

Részt vevő országok
Országok, melyek korábban részt vettek, de ebben az évben nem

## Eredmények
| #  | Ország             | Nyelv       | Előadó                        | Dal                              | Magyar fordítás                  | Helyezés | Pontszám |
| -- | ------------------ | ----------- | ----------------------------- | -------------------------------- | -------------------------------- | -------- | -------- |
| 01 | Luxemburg          | francia     | Sherisse Laurence             | L’amour de ma vie                | Életem szerelme                  | 3.       | 117      |
| 02 | Jugoszlávia        | szerbhorvát | Doris Dragović                | Željo moja                       | A vágyam                         | 11.      | 49       |
| 03 | Franciaország      | francia     | Cocktail Chic                 | Européennes                      | Európai lányok                   | 17.      | 13       |
| 04 | Norvégia           | norvég      | Ketil Stokkan                 | Romeo                            | Rómeó                            | 12.      | 44       |
| 05 | Egyesült Királyság | angol       | Ryder                         | Runner in the Night              | Futó az éjszakában               | 7.       | 72       |
| 06 | Izland             | izlandi     | ICY                           | Gleðibankinn                     | Az öröm bankja                   | 16.      | 19       |
| 07 | Hollandia          | holland     | Frizzle Sizzle                | Alles heeft ritme                | Mindennek van ritmusa            | 13.      | 40       |
| 08 | Törökország        | török       | Klips ve Onlar                | Halley                           | Halley                           | 9.       | 53       |
| 09 | Spanyolország      | spanyol     | Cadillac                      | Valentino                        | Valentino                        | 10.      | 51       |
| 10 | Svájc              | francia     | Daniela Simmons               | Pas pour moi                     | Nem nekem                        | 2.       | 140      |
| 11 | Izrael             | héber       | Moti Giladi és Szaraj Tzuriel | Javó jóm                         | Új nap jön                       | 19.      | 7        |
| 12 | Írország           | angol       | Luv Bug                       | You Can Count On Me              | Számíthatsz rám                  | 4.       | 96       |
| 13 | Belgium            | francia     | Sandra Kim                    | J’aime la vie                    | Szeretem az életet               | 1.       | 176      |
| 14 | Németország        | német       | Ingrid Peters                 | Über die Brücke geh’n            | Átkelni a hídon                  | 8.       | 62       |
| 15 | Ciprus             | görög       | Elpída                        | Tóra zo                          | Most élek                        | 20.      | 4        |
| 16 | Ausztria           | német       | Timna Brauer                  | Die Zeit ist einsam              | Az idő magányos                  | 18.      | 12       |
| 17 | Svédország         | svéd        | Lasse Holm és Monica Törnell  | E’ de’ det här du kallar kärlek? | Ez az amit te szerelemnek hívsz? | 5.       | 78       |
| 18 | Dánia              | dán         | Lise Haavik                   | Du er fuld af løgn               | Tele vagy hazugságokkal          | 6.       | 77       |
| 19 | Finnország         | finn        | Kari Kuivalainen              | Never The End                    | Sosem ér véget                   | 15.      | 22       |
| 20 | Portugália         | portugál    | Dora                          | Não sejas mau para mim           | Ne legyél rossz hozzám           | 14.      | 28       |

## Ponttáblázat
|                    | Zsűrik    | Zsűrik      | Zsűrik        | Zsűrik   | Zsűrik             | Zsűrik | Zsűrik    | Zsűrik      | Zsűrik        | Zsűrik | Zsűrik | Zsűrik   | Zsűrik  | Zsűrik      | Zsűrik              | Zsűrik   | Zsűrik     | Zsűrik | Zsűrik     | Zsűrik     | Zsűrik |
| Össz               | Luxemburg | Jugoszlávia | Franciaország | Norvégia | Egyesült Királyság | Izland | Hollandia | Törökország | Spanyolország | Svájc  | Izrael | Írország | Belgium | Németország | Ciprusi Köztársaság | Ausztria | Svédország | Dánia  | Finnország | Portugália |        |
| ------------------ | --------- | ----------- | ------------- | -------- | ------------------ | ------ | --------- | ----------- | ------------- | ------ | ------ | -------- | ------- | ----------- | ------------------- | -------- | ---------- | ------ | ---------- | ---------- | ------ |
| Luxemburg          | 117       |             | 5             | 8        | 12                 | 8      | 1         | 8           |               |        | 2      | 4        | 7       | 10          | 12                  | 8        | 10         | 10     | 2          | 4          | 6      |
| Jugoszlávia        | 49        | 2           |               |          |                    | 7      | 5         | 7           | 3             | 3      |        | 1        | 3       | 4           |                     | 12       | 1          | 1      |            |            |        |
| Franciaország      | 13        |             |               |          | 3                  |        |           |             |               |        | 7      |          |         |             |                     |          |            | 3      |            |            |        |
| Norvégia           | 44        |             |               | 4        |                    |        | 4         | 2           |               |        | 6      |          | 6       | 5           | 6                   | 6        |            |        | 5          |            |        |
| Egyesült Királyság | 72        | 4           |               | 10       | 6                  |        |           |             | 6             | 2      | 4      | 2        |         |             | 5                   | 2        | 3          | 8      | 8          | 10         | 2      |
| Izland             | 19        |             |               |          |                    |        |           | 5           | 2             | 6      |        |          |         |             |                     | 4        |            | 2      |            |            |        |
| Hollandia          | 40        | 1           | 2             |          |                    |        |           |             | 7             | 1      |        | 8        |         |             | 10                  | 1        |            |        |            | 3          | 7      |
| Törökország        | 53        | 6           | 12            |          |                    | 2      |           | 6           |               |        | 8      | 3        |         | 6           | 8                   |          | 2          |        |            |            |        |
| Spanyolország      | 51        | 7           | 4             | 6        |                    | 1      | 2         |             | 8             |        | 1      |          | 5       | 3           |                     |          | 7          |        | 3          | 1          | 3      |
| Svájc              | 140       | 12          | 6             | 7        | 5                  | 5      | 3         | 12          | 10            | 4      |        | 12       | 10      | 12          |                     | 5        | 4          | 12     | 4          | 7          | 10     |
| Izrael             | 7         |             |               | 1        | 1                  |        |           |             |               |        | 5      |          |         |             |                     |          |            |        |            |            |        |
| Írország           | 96        | 3           | 8             | 3        | 2                  |        | 8         |             | 5             | 12     |        | 6        |         | 2           |                     |          | 12         | 7      | 12         | 8          | 8      |
| Belgium            | 176       | 10          | 10            | 12       | 8                  | 10     | 10        | 10          | 12            | 10     | 10     | 5        | 12      |             | 1                   | 10       | 6          | 6      | 10         | 12         | 12     |
| Németország        | 62        | 8           | 1             |          |                    | 12     |           |             |               |        |        |          | 8       | 7           |                     |          | 8          | 5      | 7          | 2          | 4      |
| Ciprus             | 4         |             | 3             |          |                    |        |           |             |               |        |        |          | 1       |             |                     |          |            |        |            |            |        |
| Ausztria           | 12        |             |               |          |                    |        |           |             |               |        |        |          | 2       | 1           | 2                   |          |            |        |            | 6          | 1      |
| Svédország         | 78        | 5           | 7             | 2        | 7                  | 3      | 12        | 3           |               | 7      | 12     |          |         |             | 4                   |          | 5          |        | 6          | 5          |        |
| Dánia              | 77        |             |               | 5        | 10                 | 6      | 7         | 4           |               | 5      | 3      | 10       | 4       |             | 7                   | 7        |            | 4      |            |            | 5      |
| Finnország         | 22        |             |               |          |                    |        | 6         | 1           | 1             |        |        |          |         | 8           | 3                   | 3        |            |        |            |            |        |
| Portugália         | 28        |             |               |          | 4                  | 4      |           |             | 4             | 8      |        | 7        |         |             |                     |          |            |        | 1          |            |        |

## 12 pontos országok
| Darab | 12 pontos országok                    |
| ----- | ------------------------------------- |
| 5     | Belgium, Svájc                        |
| 3     | Írország                              |
| 2     | Luxemburg, Svédország                 |
| 1     | Jugoszlávia, Törökország, Németország |

## Visszatérő előadók
| Előadó        | Ország | Előző év(ek)                 |
| ------------- | ------ | ---------------------------- |
| Elpida Karali | Ciprus | 1979 (Görögország színeiben) |